# مؤتمر الأمم المتحدة للتغير المناخي 2002
انعقد مؤتمر الأمم المتحدة للتغير المناخي 2002 في الفترة من 23 أكتوبر إلى 1 نوفمبر 2002 في نيودلهي، الهند.
1. 1 2   https://unfccc.int/process-and-meetings/conferences/past-conferences/new-delhi-climate-change-conference-october-2002/cop-8. اطلع عليه بتاريخ 2021-12-10. {{استشهاد ويب}}: |url= بحاجة لعنوان (مساعدة) والوسيط |title= غير موجود أو فارغ (من ويكي بيانات) (مساعدة)